# 오피넷
오피넷(Opinet.co.kr)은 한국석유공사가 운영하는 유가정보 사이트이다.

## 오피넷
법령에 따라 석유사업자가 보고한 자료를 토대로 전국 주유소와 자동차충전소의 현재 판매 가격과 정유사, 대리점의 평균 공급가격 등 다양한 유가 정보를 제공하고 있으며, 2010년부터 스마트폰 앱 서비스를 개시하여 보다 쉽게 유가정보를 이용할 수 있도록 하고있다. 또한, 면세유 판매 가격 공개, 유가 내려받기, 유가정보 API 등 대국민 서비스 제공 범위를 점차 확대하고 있다. 아울러, 보다 많은 국민들이 손쉽게 유가정보를 확인 할 수 있도록 인터넷 포털(네이버, 다음) 및 내비게이션(T-map, 카카오내비 등) 서비스를 운영하는 민간 기업과의 제휴를 통해 유가정보 제공 채널을 다양화하고 있다.

## 같이 보기
- SK에너지
- GS칼텍스
- 현대오일뱅크
- S-OIL